# Yun Hyon-seok
Yun Hyon-seok (hangul: 윤현석 Hanja: 尹賢碩, 7 de agosto de 1984-26 de abril de 2003) fue un escritor, poeta y activista por los derechos humanos gay de Corea del Sur. En 2003 se suicidó en protesta por la discriminación que sufren los homosexuales en Corea. También usó el nombre de Yook Woo-dang (육우당, 六友堂, hogar de los seis amigos) y los apodos Sulhun (설헌 雪軒), Midong (미동 美童, «chico hermoso») y Donghwa (동화 童花, 
flores chico). Su nombre de pila católico era Antonio.

## Biografía
Yun Hyon-seok nació en 1984 en Bupyong, en Incheon, en una familia católica devota. Durante sus años de estudiante sufrió el acoso de sus compañeros de clase, lo que le llevó a abandonar la escuela Incheon High School en 2002. De nombre real Hyon-seok, no pudo usarlo por oposición de su familia, por lo que prefirió usar el seudónimo Yukwudang (육우당, 六友堂) en sus escritos.
En 2002 se unió a la Asociación de Derechos de los Homosexuales de Corea, donde trabajó a tiempo parcial. En 2003, seguía trabajando en la Asociación de Derechos de los Homosexuales de Corea, por los derechos de gais, otras minorías sexuales y por los derechos humanos. En marzo de 2003 se unió a los movimientos contrarios a la guerra y pacifistas, además de hacerse objetor de conciencia.
En 2003, grupos conservadores cristianos de Corea del Sur habían impulsado una legislación que prohibiría la homosexualidad, generando un movimiento de odio hacia la comunidad LGBT. Yun se suicidó en protesta por la discriminación de los homosexuales el 26 de abril de ese año, como dejó escrito en su nota de suicidio.
Desde su juventud escribió poesía, prosa y artículos; su poesía y sus escritos fueron rechazados debido al prejuicio contra la homosexualidad en Corea del Sur. Diez años después de su muerte en 2003, ha sido publicada una antología de su obra.

## Obra
- 내 혼은 꽃비 되어 (2013; «Mi espíritu era una lluvia de flores caídas»)
- 육우당일기(六友堂日記, inédito; Diario de Yuk woo dang)